# L'isola (Hislop)
L'isola (The Island) è un romanzo del 2005 della scrittrice britannica Victoria Hislop. In Italia è stato pubblicato nel 2007 dalla casa editrice Bompiani. 

## Storia editoriale
L'isola è il romanzo d'esordio Victoria Hislop, che ha ottenuto la cittadinanza greca per aver promosso la storia e la cultura della Grecia moderna. Il libro raggiunse la prima posizione nelle classifiche di vendita nel mercato editoriale britannico per otto settimane consecutive. Il successo è stato dovuto anche alla sua selezione da parte del Richard & Judy Book Club per le letture estive del 2006, vincendo poi il British Book Awards nel 2007 e vendendo più di due milioni di copie nel mondo, dove è stato tradotto in oltre venti paesi.

## Trama
Creta, 2001. Alexis è una giovane archeologa inglese in vacanza in Grecia col fidanzato Ed, un avvocato in carriera da cui non si sente più attratta. La ragazza si reca nel villaggio di Plaka, nel golfo di Mirabella, non lontano da Agios Nikolaos, dove nacque e visse sua madre, Sofia, emigrata da giovane in Inghilterra e che non ha mai raccontato nulla della sua terra d'origine. Sofia ha consegnato una lettera alla figlia da portare a una sua vecchia amica di Plaka, in grado di svelare ad Alexis tutta la storia dei suoi avi materni.
Plaka, 1939. Eleni Petrakis è malata di lebbra e viene costretta ad abbandonare per sempre il marito e i suoi due figli trasferendosi nell'isoletta davanti alla baia, Spinalonga, un grande lebbrosario in funzione dal 1903, separato da un solo braccio di mare e a cui è proibito l'accesso ai "sani". Da qui si dipanano le vicende della vita di Eleni sull'isola e della sua famiglia sul suolo cretese, con sfondo i personaggi del villaggio e la storia recente del paese.

## Opere derivate
Nel 2010 il libro è stato trasposto in una serie tv col nome di To Nisi sul canale televisivo greco Mega Channel.

## Edizioni
- (EN) Victoria Hislop, The Island, Headline Review, 2005, ISBN 978-0-7553-0950-4.

- Victoria Hislop, L'isola, traduzione di Luisa Saraval, Bompiani, 2009, ISBN 9788845262326.